# Papiro Oxirrinco 12
El Papiro Oxirrinco 12, también conocido como P. Oxy. 12, es un fragmento de una obra cronológica escrita en griego. Fue descubierto por Bernard Pyne Grenfell y Arthur Surridge Hunt en 1897, en Oxirrinco, Egipto. El fragmento data del siglo I o II y se encuentra en la Biblioteca de la Universidad de Cambridge, Inglaterra. El texto fue publicado por Grenfell y Hunt en 1898.

## Documento
El manuscrito fue escrito en papiro en forma de un rollo. Las mediciones del fragmento son 210 por 555 mm. Es una obra que da una lista cronológica de los acontecimientos en la historia griega, romana y oriental. El fragmento contiene dos columnas. El texto está escrito en letra semicursiva. La porción del documento data de la fecha de las Olimpiadas y arcontes de Atenas. El fragmento se refiere a los años 355-315 a. C.